# Рукопись Юния

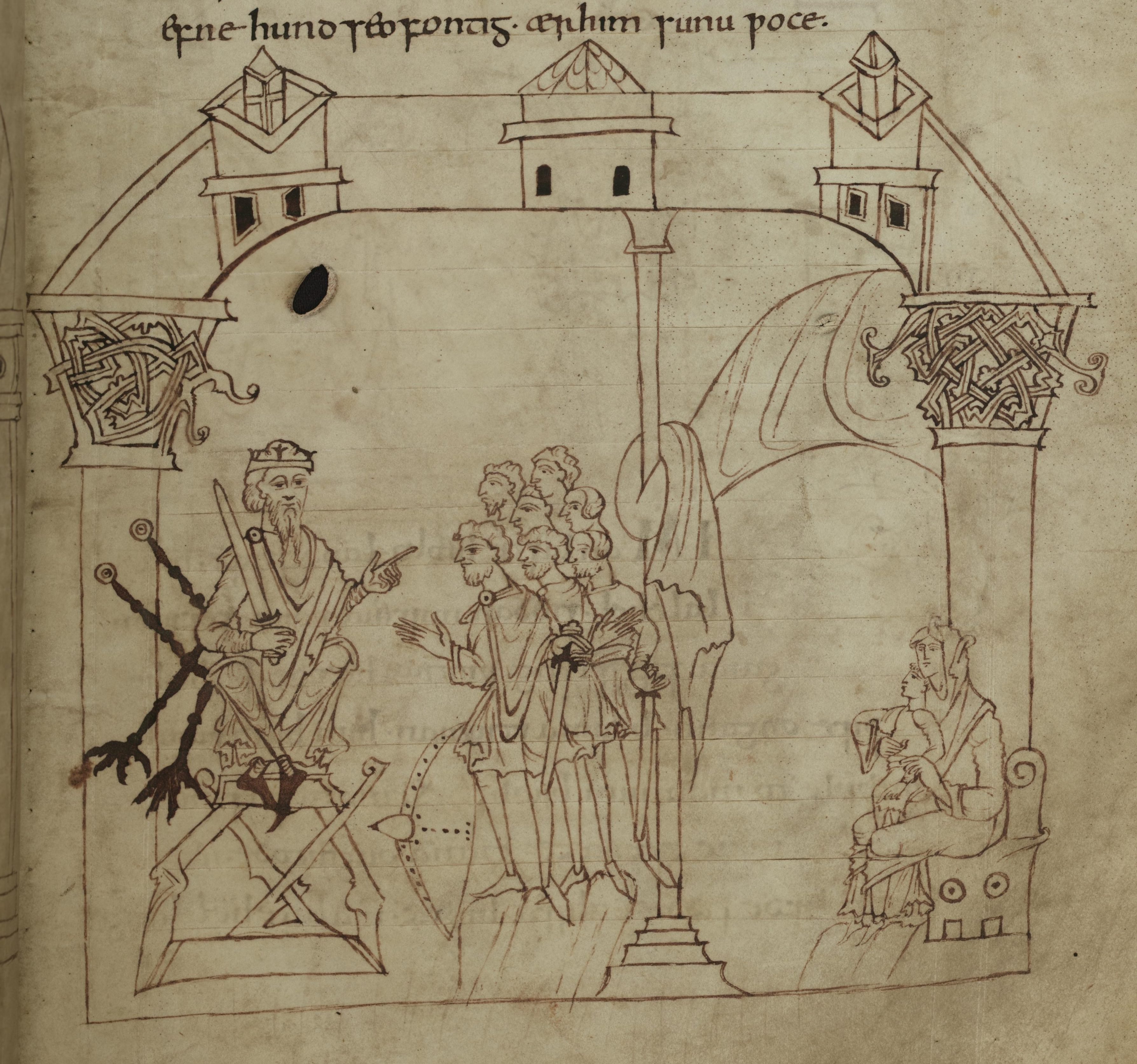
Иллюстрация из рукописи Кэдмона

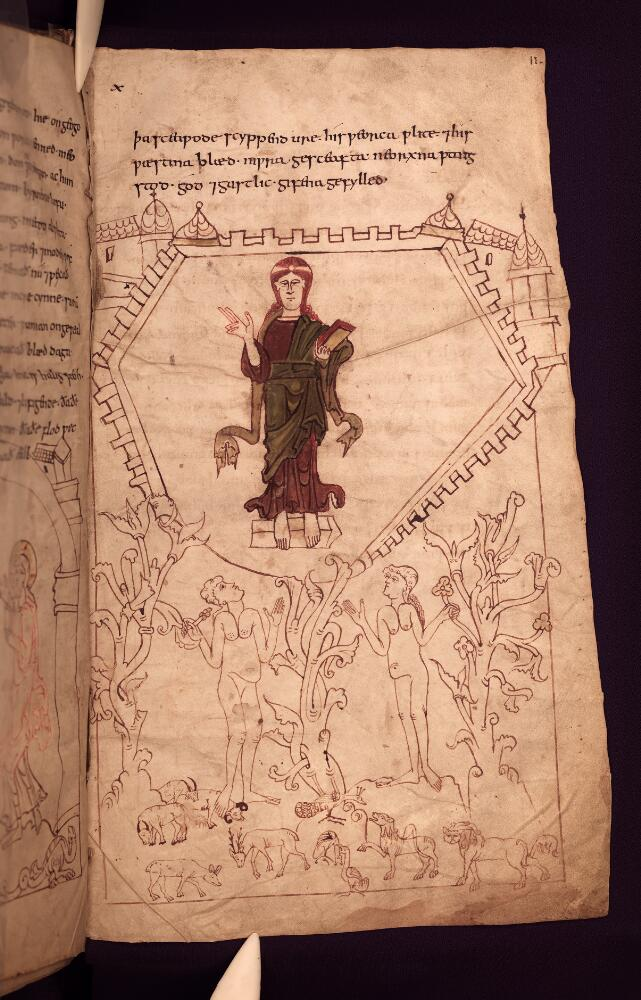
Иллюстрация из рукописи Кэдмона

Рукопись Юния (лат. Junius manuscript) известная также как рукопись Кэдмона — одна из четырёх крупнейших англосаксонских хроник. Названа по имени Франциска Юния, коллекционера, который получил рукопись в 1651 году от архиепископа Джеймса Ашшера и впервые издал её в Амстердаме в 1655 году.
Написанная в середине X века, она содержит на древнеанглийском, родном языке англосаксонской Англии, стихи на библейские сюжеты. Содержит тексты, известные как Бытие, Исход, Даниил, Христос и сатана. Местом предполагаемого создания считают Кентербери, Малмсбери или Уинчестер.
- Бытие (Genesis) — состоит из 2936 стихотворных строк о сотворении мира и падших ангелах, заканчивается жертвоприношением Асаака. Стихи 235—851 являются * интерполяцией текста более раннего происхождения.

Исход (Exodus) — незаконченный текст, состоящий из 590 стихотворных строк, парафраз Книги Исхода.
- Даниил — незаконченный текст, состоящий из 764 стихотворных строк, парафраз Книги Даниила.
- Христос и сатана — состоит из 729 стихотворных строк о падших ангелах, сошествии Христа в ад и искушении Христа в пустыне.

Текст Бытия украшен 48 иллюстрациями двух разных художников.
Франциск Юний завещал хронику Бодлианской библиотеке Оксфордского университета, где она ныне хранится (справочный номер MS. Junius 11).